# Mandubrácio
Mandubrácio (em latim: Mandubracius ou Mandubratius) foi um rei dos trinobantes, povo que habitava o sudeste da Britânia no século I a.C.

## História
Mandubrácio era filho de um rei trinobante, chamado de Imanuêncio em certos manuscritos do De Bello Gallico de Júlio César, que foi deposto e morto pelo líder tribal Cassivelauno algum tempo antes da segunda expedição de César à Britânia, em 54 a.C.. Mandubrácio fugiu para a Gália, onde obteve a proteção de César; Cassivelauno passou então a liderar a defesa britânica contra os romanos, porém os trinobantes acabaram por revelar a localização de sua fortaleza a César, que o sitiou ali. Como parte dos termos de rendição estabelecidos entre César e Cassivelauno, Mandubrácio foi declarado rei dos trinobantes, e Cassivelauno comprometeu-se a não guerrear contra ele.